# Louis Spohr
Louis Spohr (tudi Ludwig Spohr), nemški skladatelj, violinist in dirigent, * 5. april 1784, Braunschweig, † 22. oktober 1859, Kassel.
Spohr je v otroštvu pokazal veliko nadarjenost pri igranju na violino in se s 15-imi leti pridružil orkestru grofije, v kateri je bil rojen. Z 18-imi leti je ob grofovi finančni pomoči odšel v Sankt Peterburg na enoletni študij k violinskemu virtuozu Franzu Antonu Ecku. Iz tega obdobja izhajajo Spohrove prve pomembnejše skladbe, vštevši prvi violinski koncert. Po vrnitvi v domovino mu je grof omogočil koncertno turnejo po severni Nemčiji, kjer je doživel velik uspeh.
Leta 1805 je Spohr dobil mesto koncertnega mojstra na dvoru v Gothi, kjer je ostal do leta 1812. Poročil se je s hčerjo tamkajšnjega dvornega pevca, harfistko Dorette Scheidler. Skupaj sta uspešno izvajala glasbo v duu (violina in harfa) na turnejah po Italiji (1816-1817), Angliji (1820) in v Parizu (1821), kasneje pa se je Dorette odpovedala harfistični karieri in se posvetila otrokom. Njena prezgodnja smrt leta 1834 je Spohra zelo prizadela.
Med letoma 1813 in 1815 je deloval je tudi kot dirigent v operni hiši Theater an der Wien (na Dunaju, kjer se je spoprijateljil z Beethovnom), kot ravnatelj opere v Frankfurtu (1817-1819), kjer je uprizarjal tudi svoje opere. Najdlje je služboval v Kasslu (od leta 1822 do svoje smrti), kjer je na predlog Carla Marije von Webra prevzel mesto vodje dvorne kapele.

## Glasba
- Imate z zagonom datotek težave? Poskusite si pomagati s pomočjo za predstavnostno gradivo.